# پرواز شماره ۶۹۱ یتی ایرلاینز
پرواز شماره ۶۹۱ خطوط یتی ایرلاینز (به انگلیسی: Yeti Airlines Flight 691) یک پرواز مسافربری داخلی برنامه‌ریزی شده از فرودگاه بین‌المللی تریبووان، کاتماندو به فرودگاه بین‌المللی پوکارا در نپال بود. در ۱۵ ژانویه ۲۰۲۳، هواپیمای ای‌تی‌آر ۷۲ که توسط خطوط هوایی یتی پرواز می‌کرد، هنگام فرود در پوکارا به ساحل رودخانه ستی گانداکی سقوط کرد.
این هواپیما حامل ۷۲ نفر با ۶۸ مسافر شامل ۱۵ تبعه خارجی و چهار خدمه بود. این حادثه منجر به کشته شدن همه ۷۲ سرنشین هواپیما شد. این مرگبارترین سانحه هوایی نپال از سال ۱۹۹۲ و مرگبارترین سقوط هواپیمای ای‌تی‌آر ۷۲ است.